# Палман Брахт
Палман Брахт (лат. Palman (us) Teutonicus Capitanus gentis armigens, *око 1290. -† после 1355), витез пустолов и вођа немачких најамника у Србији за време краља, потом цара Стефана Душана.

## Младост и живот до сусрета са Стефаном Душаном
Палман Брахт рођен је у аустријској провинцији Штајерској крајем XIII века. Рођен је са дефектом усана познатим као двострука зечја усна. Детињство и младост провео је на очевом двору у Штајерској да би са 13 година постао двородржица (паж). У 16. години је отишао у службу Хајнриха од Истрије код кога је започео витешку службу и где је остао све до 1310. године када је због очеве смрти отпутовао натраг у Штајерску где је ступио у службу кнеза од Аустрије, који га је на церемонији удавања своје кћерке прогласио за витеза. Са 27 година је оперисао зечју усну у Венецији због неузвраћене љубави извесне грофице из своје домовине. Међутим, ни то није помогло па је Палман упао у дубоку депресију. Неколико следећих година провео на турнирима широм Светог римског царства где је изгубио један прст. Како није успео да добије узвраћена осећања ни после толико доказа своје љубави Палман полази на пут у Свету Земљу, али пролазећи кроз Зету и Приморје одлучује да се са својим сапутницима придружи Стефану Душану као витез најамник са титулом капетана најамничке алеманске гарде.

## Служба у Србији
Палман је у Душанову службу ступио око 1331. године када му је било око 40 година. Тада је добио титулу великог тепчије, која је у Душаново време била титула капетана владареве гарде. Поуздано се зна да је учествовао у боју на Неродимље, после кога је Душан проглашен за краља Србије. Током побуне зетског војводе Богоја и арбанашког кнеза Димитрија Суме један одред немачких најамника (вероватно чета) под вођством Палмановог сестрића Георга је послат у гушење побуне из ког су се вратили као победници. 
Године 1336. радило се на томе да се Стефан Душан споразумно разведе од Јелене, сестре бугарског цара Јована Александра због Јеленине немогућности да са Душаном има потомке. Истовремено је одлучено да се Душан ожени Јелисаветом, кћерком немачког цара Фридриха Лепог. Палман, као једини на српском двору који течно говори немачки, био је одабран да води преговоре у име Душана, и он је исте године отпутовао за Аустрију. Како је књегињица Јелисавета, убрзо пошто је чула за кога треба да се уда, изненада умрла, Палманово посланство се вратило у Србију незавршеног посла.
Када је Стефан Душан склопио савез са византијским бегунцем Јованом Кантакузеном и када је договорено да обојица освајају византијску територију Душан је заузео Бер, важан град у Тракији. У њега је као заштитни корпус упућена Палманова јединица. Међутим, Кантакузен је касније те године на превару повратио Бер и допустио Палману да са својом војском напусти град док је Србе задржао као таоце. Палман је 20. октобра 1333. године у Дубровнику заложио три шлема са грбовима.
У лето 1355. године, посланици папе, предвођени бискупом Петром Томом су стигли у Србију са мисијом да цара Душана и царску породицу поунијате, односно преведу на католицизам и припреме Србију за преверавање. Душан је, променивши мишљење о унији, забранио католицима у својој војсци да присуствују миси коју је бискуп одржао, запретивши да ће ослепети свакога ко ту наредбу прекрши. Палман и читава алеманска гарда су пркосно присуствовали миси говорећи да је њима важнија вера од службе цару. Бискуп Петар Тома је у повратку, после неуспешно извршеног задатка, посетио угарског краља Лајоша I и заговарао рат против Србије.

## После Душанове смрти
Стефан Душан умро је 20. децембра 1355. године. После тог догађаја Палман је отишао у службу Душанове сестре Јелене, удовице хрватског бана Младена III Шубића који је умро за време куге 1348. године. У њеној служби је остао вероватно до краја живота јер о његовој даљој судбини нема података. Претпоставља се да је умро око 1363 у Дубровнику. Прву детаљну историјску биографију Палмана Брахта на српском језику објавио је Никола Гиљен, у књизи ’’Два наша странца: Две биографије као прилог војној историји српског народа’’, Дерета. .